# Lampertheim

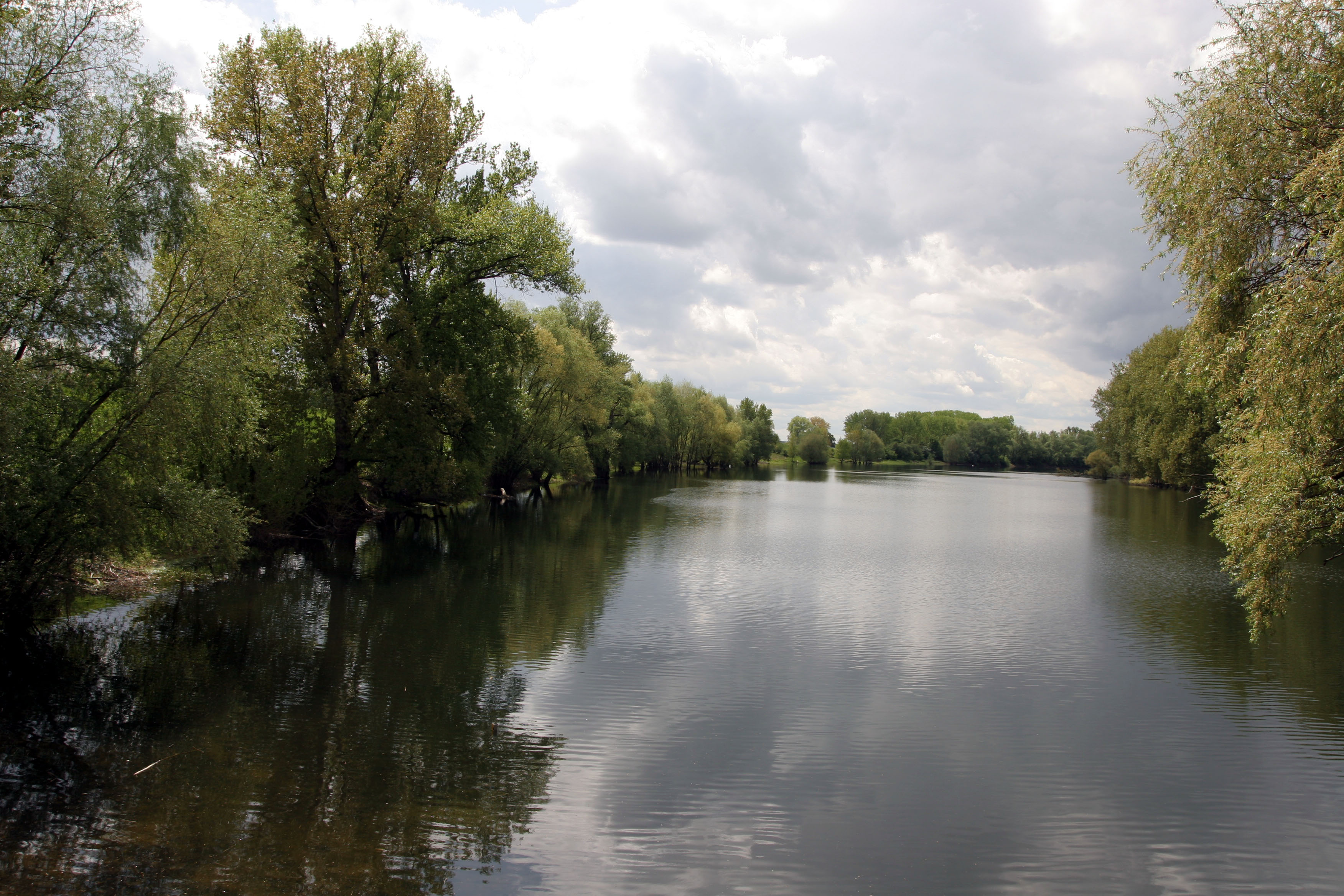
Naturschutzgebiet Lampertheimer Altrhein

Lampertheim ist eine Stadt im südhessischen Landkreis Bergstraße.

## Geographie

### Lage und Nachbargemeinden
Lampertheim liegt rechtsrheinisch im südhessischen Teil der Oberrheinischen Tiefebene am Naturschutzgebiet Lampertheimer Altrhein (Altrheinarm). Die Stadt grenzt an die Gemeinden Biblis, Bürstadt, Lorsch, Viernheim (alle im Landkreis Bergstraße), Hemsbach (im Rhein-Neckar-Kreis), im Westen an die kreisfreie Stadt Worms und die Gemeinde Bobenheim-Roxheim (beide Rheinland-Pfalz) sowie im Süden an Mannheim bzw. seine Ortsteile Sandhofen und Kirschgartshausen (Baden-Württemberg). Sie ist die drittgrößte Stadt im Landkreis Bergstraße.

### Stadtgliederung
Neben der Kernstadt gehören die Ortschaften Hofheim, Hüttenfeld, Neuschloß und Rosengarten als Stadtteile zur Stadt Lampertheim. Als Wohnplätze gibt es zudem die Siedlungen und Gehöftegruppen Heide, Oberlache-Rosenau, Am Küblinger Damm, Lache, An der Wormser Straße, In den Böllenruthen, In den Ruthen, Wehrzollhaus, Wildbahn und Seehof.
Das Gemeindegebiet gliedert sich in die Gemarkungen Lampertheim, Hofheim, Hüttenfeld und Rosengarten. Teile der ehemals selbstständigen Gemarkung Seehof wurden 1971 im Rahmen der Gebietsreform nach Lampertheim eingegliedert.

### Klima
|                        | Jan  | Feb  | Mär  | Apr  | Mai  | Jun  | Jul  | Aug  | Sep  | Okt  | Nov  | Dez  |   |      |
| Mittl. Temperatur (°C) | 2,4  | 3,3  | 6,9  | 11,1 | 15,3 | 18,7 | 20,6 | 19,9 | 15,4 | 10,7 | 6,1  | 3,2  | ⌀ | 11,2 |
| Mittl. Tagesmax. (°C)  | 5,2  | 7,1  | 11,9 | 16,9 | 20,9 | 24,3 | 26,4 | 25,9 | 21,2 | 15,3 | 9,2  | 5,7  | ⌀ | 15,9 |
| Mittl. Tagesmin. (°C)  | −0,6 | −0,5 | 2,1  | 5,3  | 9,4  | 12,8 | 14,7 | 14,2 | 10,3 | 6,6  | 3,0  | 0,4  | ⌀ | 6,5  |
|                        |      |      |      |      |      |      |      |      |      |      |      |      |   |      |
| Niederschlag (mm)      | 33,0 | 32,0 | 33,0 | 33,0 | 59,0 | 60,0 | 61,0 | 57,0 | 42,0 | 45,0 | 43,0 | 47,0 | Σ | 545  |

| −0,6 |

| −0,5 |

| 2,1 |

| 5,3 |

| 9,4 |

| 12,8 |

| 14,7 |

| 14,2 |

| 10,3 |

| 6,6 |

| 3,0 |

| 0,4 |

| −0,6 |

| −0,5 |

| 2,1 |

| 5,3 |

| 9,4 |

| 12,8 |

| 14,7 |

| 14,2 |

| 10,3 |

| 6,6 |

| 3,0 |

| 0,4 |

## Geschichte

### Ortsgeschichte
Lampertheim und seine Umgebung sind, wie Funde in der Gemarkung zeigen, seit der jüngeren Steinzeit (3.000–2.000 v. Chr.) durchgehend besiedelt. Auf die jahrhundertelang ansässigen Kelten folgten Germanen und eine römische Besatzung. Ein römisches Gräberfeld, römische Schüsseln, Fibeln und Münzen aus der Zeit von Kaiser Domitian (81–96 n. Chr.) lassen darauf schließen, dass Lampertheim ein römisches Lager war.
Erste, aus dem Jahre 832 überlieferte Namensformen wie Langobardonheim oder Langbardheim ließen zunächst auf eine Gründung der Langobarden schließen. Es gibt heute jedoch kaum noch Zweifel, dass Lampertheim erst während der fränkischen Besiedlung entstand und als Heim des Lantberth (auch Lampert oder Lambert, „der Landglänzende“),  zu deuten ist.
991 wurde Lampertheim erstmals im Codex Edelini des Klosters Weißenburg erwähnt. 1422 führten drei Halbinseln, die gegenüber von Worms im stark mäandernden Rhein gelegen sind, den Namen „Rosengarten“. Schon 35 Jahre vorher wurde 1387 die Kellerei Stein (Worms) mit ihren drei Amtsorten Lampertheim, Hofheim und Nordheim zur Hälfte an die Kurpfalz verpfändet. Daraus resultierte eine doppelte und vielfach konkurrierende Gerichtsbarkeit durch den Bischof von Worms, zu dessen Hochstift Lampertheim vorher vollständig gehörte, und dem Kurfürsten von der Pfalz, dem „Pfalzgrafen bei Rhein“. Daher kam Lampertheim unter das Schriesheimer Zentgericht, das im Namen beider Herren urteilte. Dessen ungeachtet überwog auf Dauer der kurpfälzische Einfluss, und um 1540 wurde in dem gerade wieder aufgebauten Ort – niedergebrannt 1504 im Bayerischen Erbfolgekrieg – die Reformation eingeführt.
Der Dreißigjährige Krieg traf Lampertheim besonders schwer: Nach der Zerstörung 1622 gab es nur noch zehn Einwohner – wer von den anderen noch überlebt hatte, der war in die befestigten Orte der Umgebung geflohen. Bereits 50 Jahre nach Ende des Dreißigjährigen Krieges hatte die Region erneut schwer unter Kriegsfolgen zu leiden, als Frankreich versuchte, durch den Pfälzer Erbfolgekrieg seine Grenzen nach Osten zu verschieben. Erst mit dem Frieden von Rijswijk 1697 zogen sich die Franzosen hinter den Rhein zurück. 1705 fiel Lampertheim wieder uneingeschränkt an das Territorium des Hochstiftes Worms. Mit dem „Reichsdeputationshauptschluss“ vom 25. Februar 1803 kamen das bischöfliche Amt (Kellerei) Lampertheim und damit auch die Gemeinde zur Landgrafschaft Hessen-Darmstadt, die von Napoleons 1806 zum Großherzogtum Hessen erhoben wurde.
1716 erhielt der Ort das Marktrecht und am 2. August 1951 das Stadtrecht.
Historische Beschreibungen

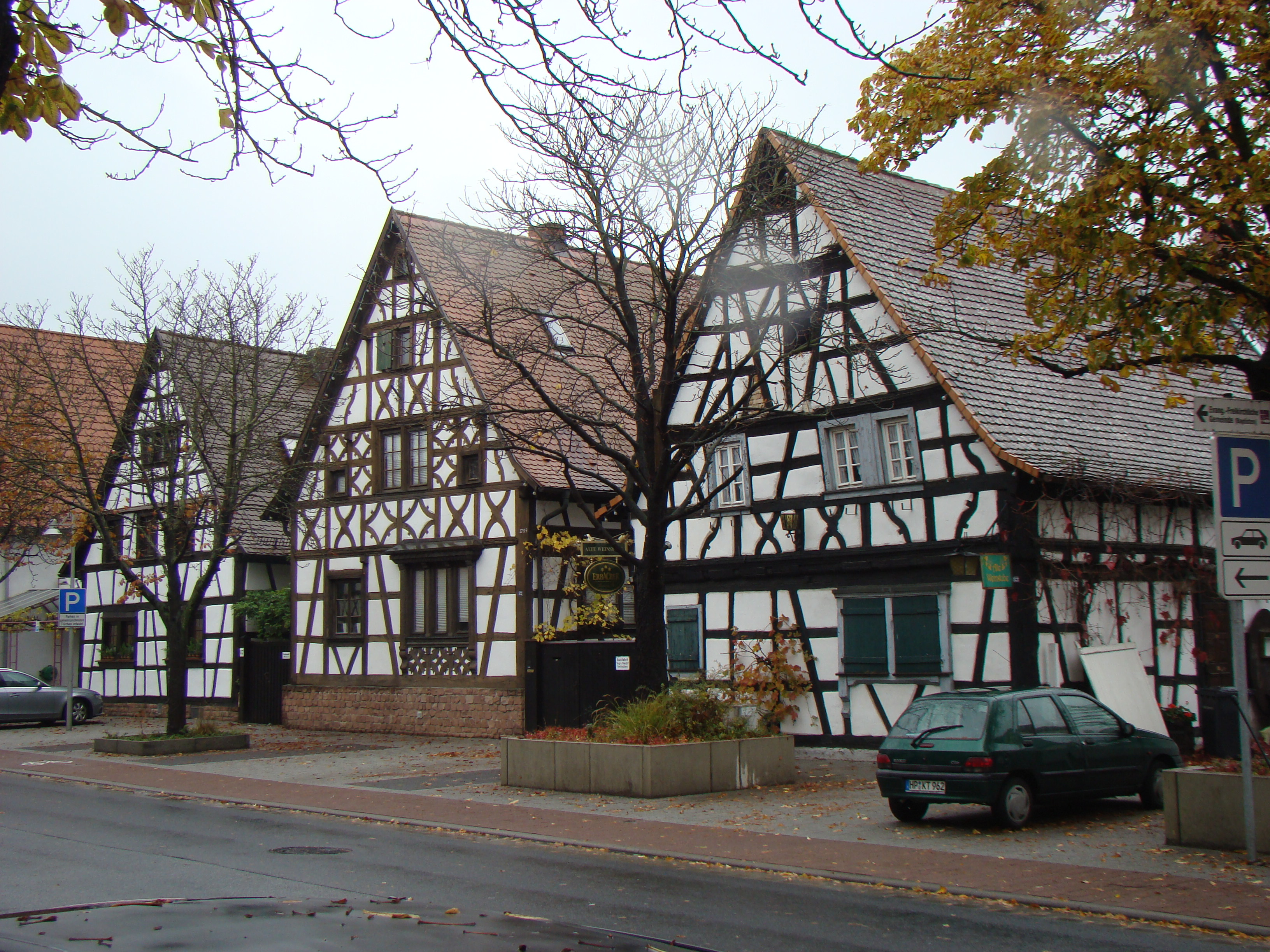
Fachwerkhäuser im Ort

Die Statistisch-topographisch-historische Beschreibung des Großherzogthums Hessen berichtet 1829 über Langenthal:

„Lampertheim (L. Bez. Heppenheim) Marktflecken; liegt an der Grenze des Großherzogthums Baden, 3 St. von Heppenheim, hat große breite Straßen mit 454 Häusern und 2040 Evangel. Protest., 1042 Kath. und 79 Juden. Unter den Einwohnern sind 569 Bauern und 146 Handwerker. Lampertheim ist der Sitz des Rentamts, des Forstinspektors, des Revierförsters und eines Grenznebenzollamts II. Classe, hat 1 gemeinschaftliche Kirche, 1 Rathhaus, 1 Amthaus, 2 Pfarrhäuser, 3 Schulhäuser, 1 Tabaksfabrik, bedeutende Torfstiche und Baumschulen, in welchen viele Setzlinge gezogen werden; auch wird viel Tabak gebaut. Jährlich werden 3 Märkte gehalten. Der Ort hieß früher Langobardonheim, gehörte zum Bisthum Worms und kam 1802 an Hessen.“

 und

„Lampertheimer Hütte (L. Bez. Heppenheim) Hof; gehört zu Lampertheim; hier ist ein Grenznebenzollamt II. Classe. Gegenüber liegt der badische Antheil dieses Hofs.“

Aus Das Großherzogthum Hessen nach Geschichte, Land, Volk, Staat und Oertlichkeit von 1854:

„Lampertheim, Mrktfl. an der Grenze von Hessen gegen Baden mit einer Gemarkung von 17452 Morgen (8822 Acher, 2031 Wiesen 5445 Wald) und 4381 Einw. die etwa zu 2/3 evangelisch sind und Tabaksbau und Obstzucht treiben. Sitz einer Districtseinnehmerei, eines Rentamts, einer Oberförsterei. Die Torfgruben in seiner Gemarkung sind sehr ergiebig. Jährlich werden hier 3 besuchte Märkte gehalten. Der Name des Orts ist verkürzt aus Langonbardonheim. Es gehörte zum Bisthum Worms und kam 1802 an Hessen. Eine halbe Stunde davon liegt der Weiler Neuschloß mit einer chemischen Fabrik. Zu Lampertheim gehören außerdem noch 2 Ziegelhütten, ein Harzofen, das Wirthshaus Rosengarten, die Rheininsel Biedensand, die Lampertheimer Aue, Bonnenaue, das Beckerwörth, Ludwigswörth, Froschwörth und die Friedrichsaue.“

### 20. Jahrhundert bis heute
Im Ersten Weltkrieg hatte Lampertheim 331 tote Soldaten zu beklagen.
In Hessen wurde am 3. Juli 1933 das „Gesetz zur Durchführung von Feldbereinigung zum Zwecke der Arbeitsbeschaffung im Zuge der Riedmelioration“ erlassen. In 13 Gemeinden der Provinz Starkenburg, darunter Lampertheim, wurde das Feldbereinigungsverfahren auf einer Fläche von 200.000 ha angeordnet. Im Verlauf dieses Meliorations- und Siedlungsprogramms entstanden die beiden Orte Riedrode und Worms-Rosengarten.
Im November 1938 brachte die sogenannte Reichskristallnacht den jüdischen Mitbürgern Not und Elend. Die Lampertheimer Synagoge wurde niedergebrannt und die Wohnungen und Geschäfte jüdischer Familien wurden verwüstet. Bereits nach 1933 war ein Teil der zu diesem Zeitpunkt aus 86 Personen bestehenden jüdischen Gemeinde infolge der zunehmenden Repressalien weggezogen oder ausgewandert. Im Zusammenhang mit dem November-Pogrom kamen fast alle jüdischen Männer für einige Wochen in das KZ Buchenwald. 1942 wurden die letzten neun noch in Lampertheim lebenden Deutschen jüdischen Glaubens in Vernichtungslager deportiert. Von den in Lampertheim geborenen oder längere Zeit hier lebenden Personen kamen 42 durch die Vollstrecker der NS-Gewaltherrschaft ums Leben.
Im Zweiten Weltkrieg erfolgte in der Nacht vom 5. auf den 6. August 1941 ein Bombenangriff auf Lampertheim, bei dem über 20 Menschen ums Leben kamen und 29 Menschen verwundet wurden. Dutzende Familien wurden obdachlos. Ab 1944 machte sich der verstärkte Luftkrieg gegen Deutschland auch in Lampertheim bemerkbar. Große Fliegerverbände überflogen Lampertheim bei ihren Angriffen auf die umliegenden Industriestädte Ludwigshafen, Mannheim oder Worms. In der Nacht vom 15. auf den 16. Mai 1944 wurde die evangelische Kirche durch Bomben zerstört. In den ersten Stunden des 26. März 1945 überquerten amerikanische Truppen bei Hamm und südlich von Worms den Rhein. Die bei Worms übergesetzten Kräfte nahmen noch in der Nacht die Ortschaft Rosengarten in Besitz. Nach Osten marschierten die amerikanischen Einheiten in den frühen Morgenstunden in Bürstadt ein und rückten auf der heutigen B47 weiter gegen Lorsch vor. Nach Südosten stießen sie Richtung Lampertheim vor, wobei es zwischen Bürstadt und Lampertheim heftige Gefechte mit Einheiten der deutschen Wehrmacht gab. Lampertheim selbst wurde nicht verteidigt, sodass beim Einmarsch der Amerikaner noch am selben Tag keine großen Schäden entstanden. Die amerikanischen Panzer rollten nach der Einnahme Lampertheims weiter über Neuschloß Richtung Bergstraße. Lampertheim hatte etwa 600 gefallene oder vermisste Soldaten in diesem Krieg zu beklagen.
In den 1950er Jahren wohnte der Schriftsteller Siegfried Einstein in Lampertheim und war hier des Öfteren antisemitischen Angriffen ausgesetzt.

Seit 1879 führt die Riedbahn durch die Gemeinde. Im Bahnhof Lampertheim ereignete sich am 12. August 1965 ein schwerer Unfall: Der TEE Helvetia kollidierte hier mit dem nicht profilfrei stehenden letzten Wagen eines Güterzuges und entgleiste. Vier Menschen starben, zahlreiche wurden verletzt. 
 Brandanschlag 1992
Am 31. Januar 1992 starb eine dreiköpfige Familie aus Sri Lanka bei einem von Jugendlichen verübten Brandanschlag gegen die Flüchtlingsunterkunft. Die drei Täter werden 1994 zu mehrjährigen Haftstrafen verurteilt.

### Verwaltungsgeschichte
In der hessischen Zeit wechselten die zuständigen Verwaltungseinheiten mehrfach infolge von Verwaltungsreformen. Zunächst gehörte der Ort zum Amt Lampertheim. 1821 wurden im Rahmen einer umfassenden Verwaltungsreform die Amtsvogteien in den Provinzen Starkenburg und Oberhessen des Großherzogtums aufgelöst und Landratsbezirke eingeführt, wobei Lampertheim dem Landratsbezirk Heppenheim zugeteilt wurde.
1832 wurden die Verwaltungseinheiten weiter vergrößert und es wurden Kreise geschaffen. Bei der am 20. August 1832 bekanntgegebenen Neugliederung sollte es in Süd-Starkenburg künftig nur noch die Kreise Bensheim und Lindenfels geben; der Landratsbezirk von Heppenheim sollte in den Kreis Bensheim fallen. Noch vor dem Inkrafttreten der Verordnung zum 15. Oktober 1832 wurde diese aber dahingehend revidiert, dass statt des Kreises Lindenfels neben dem Kreis Bensheim der Kreis Heppenheim als zweiter Kreis gebildet wurde. Lampertheim wurde zunächst dem Kreis Bensheim zugeordnet, bei einer 1840 erfolgten Gebietsbereinigungen kam der Ort aber zum Kreis Heppenheim. Am 31. Juli 1848 wurden in den Provinzen die Kreise und die Landratsbezirke des Großherzogtums abgeschafft und durch „Regierungsbezirke“ ersetzt, wobei die bisherigen Kreise Bensheim und Heppenheim zum Regierungsbezirk Heppenheim vereinigt wurden. Bereits vier Jahre später kehrte man aber zur Einteilung in Kreise zurück, wodurch neben dem Kreis Heppenheim wieder der Kreis Bensheim und vorübergehend auch wieder die Kreise Lindenfels und Wimpfen entstanden. Lampertheim gehörte jetzt wieder dem Kreis Heppenheim an.
In den Statistiken des Großherzogtums Hessen wurden, bezogen auf Dezember 1867, für Lampertheim eine eigene Bürgermeisterei, 632 Häuser, 4776 Einwohnern, der Kreis Heppenheim, das Landgericht Lorsch, die evangelische Pfarrei Lampertheim des Dekanats Zwingenberg und die katholische Pfarrei Lampertheim des Dekanats Bensheim, angegeben. Durch die Bürgermeisterei wurden außerdem der Weiler Neuschloss (13 Häuser, 88 Einw.), das Fialdorf Hüttenfeld (50 Häuser, 309 Einw.), das Wirtshaus Rosengarten (2 Häuser, 21 Einw.) und das Forsthaus Wildbahn (1 Haus, 7 Einw.) verwaltet.
Am 1. November 1938 wurde im Volksstaat Hessen nach Aufhebung der drei Provinzen Starkenburg, Rheinhessen und Oberhessen eine einschneidende Gebietsreform durchgeführt. In Starkenburg war der Kreis Bensheim besonders betroffen. Zwar ging er zum größten Teil in dem neuen Landkreis Bergstraße auf, Lampertheim jedoch mit einigen anderen rechtsrheinischen Gemeinden wurde dem neugeschaffenen Landkreis Worms angegliedert. Kurze Zeit vorher schon war das Gebiet um die neugegründete Siedlung Rosengarten aus der Gemarkung Lampertheim ausgegliedert und als Stadtteil in die Stadt Worms eingegliedert worden. Mit der Neueinteilung der Bundesländer, durch die Siegermächte des Zweiten Weltkriegs nach 1945, wurde Rheinhessen westlich des Rheins dem Bundesland Rheinland-Pfalz zugeteilt und Lampertheim mit Rosengarten in den hessischen Landkreis Bergstraße integriert.
Im Jahr 1961 wurde die Gemarkungsgröße mit 5145 ha angegeben, davon waren 2306 ha Wald.
Verwaltungsgeschichte im Überblick
Die folgende Liste zeigt die Staaten und Verwaltungseinheiten, denen Lampertheim angehört(e):
- vor 1803: Heiliges Römisches Reich, Hochstift Worms, Amt Lampertheim, Amtskellerei Stein
- ab 1803: Heiliges Römisches Reich, Landgrafschaft Hessen-Darmstadt,[Anm. 2] Fürstentum Starkenburg, Amt Lampertheim
- ab 1806: Großherzogtum Hessen,[Anm. 3] Fürstentum Starkenburg, Amt Lampertheim[25]
- ab 1815: Großherzogtum Hessen[Anm. 4], Provinz Starkenburg, Amt Lampertheim
- ab 1821: Großherzogtum Hessen, Provinz Starkenburg, Landratsbezirk Heppenheim[Anm. 5]
- ab 1832: Großherzogtum Hessen, Provinz Starkenburg, Kreis Bensheim
- ab 1840: Großherzogtum Hessen, Provinz Starkenburg, Kreis Heppenheim
- ab 1848: Großherzogtum Hessen, Regierungsbezirk Heppenheim
- ab 1852: Großherzogtum Hessen, Provinz Starkenburg, Kreis Lindenfels
- ab 1865: Großherzogtum Hessen, Provinz Starkenburg, Kreis Heppenheim
- ab 1871: Deutsches Reich,[Anm. 6] Großherzogtum Hessen, Provinz Starkenburg, Kreis Heppenheim
- ab 1874: Deutsches Reich,[Anm. 7] Großherzogtum Hessen, Provinz Starkenburg, Kreis Bensheim
- ab 1918: Deutsches Reich, Volksstaat Hessen,[Anm. 8] Provinz Starkenburg, Kreis Bensheim
- ab 1938: Deutsches Reich, Volksstaat Hessen, Landkreis Bergstraße[26][Anm. 9]
- ab 1945: Amerikanische Besatzungszone,[Anm. 10] Groß-Hessen, Regierungsbezirk Darmstadt, Landkreis Bergstraße
- ab 1946: Amerikanische Besatzungszone, Land Hessen, Regierungsbezirk Darmstadt, Landkreis Bergstraße
- ab 1949: Bundesrepublik Deutschland, Land Hessen, Regierungsbezirk Darmstadt, Landkreis Bergstraße

### Gerichtliche Zugehörigkeit
Bis zur Trennung der Rechtsprechung von der Verwaltung nahmen die Ämter beide Funktionen, meist in Personalunion, wahr. Sie hatten in der Regel aber nur die Niedere Gerichtsbarkeit inne. Nach der Bildung der Landgerichte im Großherzogtum Hessen war ab 1821 das Landgericht Lorsch das in erster Instanz zuständige Gericht. Nach Umsetzung des Gerichtsverfassungsgesetzes im Großherzogtum mit Wirkung vom 1. Oktober 1879 wurden die bisherigen Landgerichte durch Amtsgerichte an gleicher Stelle ersetzt, während die neu geschaffenen Landgerichte nun als Obergerichte fungierten. In Bobstadt war nun das Amtsgericht Lorsch zuständig, das im Bezirk des Landgerichts Darmstadt lag.
Zum 1. Juni 1905 wurde das Amtsgericht Lampertheim neu eingerichtet. Zu dessen Bezirk gehörten die Gemarkungen Lampertheim mit Hüttenfeld und Neuschloß, See-Hof (Feldgemarkung), Biedensand (Feldgemarkung), Viernheim und Wildbahn (Waldgemarkung).

### Eingemeindungen
Im Zuge der Gebietsreform in Hessen wurden zum 1. Oktober 1971 die bis dahin selbstständigen Gemeinden Hofheim und Rosengarten auf freiwilliger Basis nach Lampertheim eingemeindet. Die ehemals selbstständige Gemarkung Seehof wurde unter den Städten Lampertheim und Lorsch aufgeteilt.
Für die Stadtteile Hofheim, Hüttenfeld, Neuschloß und Rosengarten wurde je ein Ortsbezirk mit Ortsbeirat und Ortsvorsteher eingerichtet. Zu diesem Zwecke wurden die ehemals gemeindefreien Grundstücke „Wehrzollhaus“ dem Ortsbezirk Hofheim, die ehemals selbstständige Gemarkung „Wildbahn“ und die ehemals selbstständige Gemarkung „Seehof“, so weit sie gesetzlich in die Stadt Lampertheim eingegliedert worden sind, dem Ortsbezirk Hüttenfeld und der Wohnplatz „In den Ruthen“ dem Ortsbezirk Neuschloß zugeordnet.

### Ausgliederungen
Am 1. August 1972 wurde ein Gebietsteil mit damals etwa 40 Einwohnern an die Nachbarstadt Lorsch abgetreten.

## Bevölkerung

### Einwohnerstruktur 2011
Nach den Erhebungen des Zensus 2011 lebten am Stichtag dem 9. Mai 2011 in Lampertheim 31.037 Einwohner. Darunter waren 2565 (8,26 %) Ausländer, von denen 1145 aus dem EU-Ausland, 1005 aus anderen europäischen Ländern und 415 aus anderen Staaten kamen.  Von den deutschen Einwohnern hatten 10,3 % einen Migrationshintergrund. (Bis zum Jahr 2020 erhöhte sich die Ausländerquote auf 14,6 %.) Nach dem Lebensalter waren 4839 Einwohner unter 18 Jahren, 12.444 zwischen 18 und 49, 7044 zwischen 50 und 64 und 6711 Einwohner waren älter. Die Einwohner lebten in 14.109 Haushalten. Davon waren 4578 Singlehaushalte, 4449 Paare ohne Kinder und 3675 Paare mit Kindern, sowie 1101 Alleinerziehende und 306 Wohngemeinschaften. In 3207 Haushalten lebten ausschließlich Senioren und in 9399 Haushaltungen lebten keine Senioren.

### Einwohnerentwicklung
| • 1806: | 1985 Einwohner, 330 Häuser |
| • 1829: | 3162 Einwohner, 454 Häuser |
| • 1867: | 5206 Einwohner, 599 Häuser |

| Lampertheim: Einwohnerzahlen von 1806 bis 2020 | Lampertheim: Einwohnerzahlen von 1806 bis 2020 | Lampertheim: Einwohnerzahlen von 1806 bis 2020 | Lampertheim: Einwohnerzahlen von 1806 bis 2020 | Lampertheim: Einwohnerzahlen von 1806 bis 2020 |
| --- | ---------------------------------------------- | ---------------------------------------------- | ---------------------------------------------- | ---------------------------------------------- |
| Jahr |                                                |                                                |                                                | Einwohner                                      |
| 1806 | 1806                                           |                                                | 1.985                                          | 1.985                                          |
| 1829 | 1829                                           |                                                | 3.162                                          | 3.162                                          |
| 1834 | 1834                                           |                                                | 3.988                                          | 3.988                                          |
| 1840 | 1840                                           |                                                | 4.792                                          | 4.792                                          |
| 1846 | 1846                                           |                                                | 4.910                                          | 4.910                                          |
| 1852 | 1852                                           |                                                | 5.021                                          | 5.021                                          |
| 1858 | 1858                                           |                                                | 4.787                                          | 4.787                                          |
| 1864 | 1864                                           |                                                | 5.180                                          | 5.180                                          |
| 1871 | 1871                                           |                                                | 5.307                                          | 5.307                                          |
| 1875 | 1875                                           |                                                | 5.617                                          | 5.617                                          |
| 1885 | 1885                                           |                                                | 6.429                                          | 6.429                                          |
| 1895 | 1895                                           |                                                | 7.262                                          | 7.262                                          |
| 1905 | 1905                                           |                                                | 8.941                                          | 8.941                                          |
| 1910 | 1910                                           |                                                | 10.333                                         | 10.333                                         |
| 1925 | 1925                                           |                                                | 11.580                                         | 11.580                                         |
| 1939 | 1939                                           |                                                | 13.844                                         | 13.844                                         |
| 1946 | 1946                                           |                                                | 14.384                                         | 14.384                                         |
| 1950 | 1950                                           |                                                | 15.953                                         | 15.953                                         |
| 1956 | 1956                                           |                                                | 18.185                                         | 18.185                                         |
| 1961 | 1961                                           |                                                | 19.518                                         | 19.518                                         |
| 1967 | 1967                                           |                                                | 22.750                                         | 22.750                                         |
| 1970 | 1970                                           |                                                | 23.963                                         | 23.963                                         |
| 1972 | 1972                                           |                                                | 30.779                                         | 30.779                                         |
| 1975 | 1975                                           |                                                | 31.993                                         | 31.993                                         |
| 1980 | 1980                                           |                                                | 31.449                                         | 31.449                                         |
| 1985 | 1985                                           |                                                | 30.611                                         | 30.611                                         |
| 1990 | 1990                                           |                                                | 30.800                                         | 30.800                                         |
| 1995 | 1995                                           |                                                | 32.057                                         | 32.057                                         |
| 2000 | 2000                                           |                                                | 32.231                                         | 32.231                                         |
| 2005 | 2005                                           |                                                | 31.772                                         | 31.772                                         |
| 2010 | 2010                                           |                                                | 31.337                                         | 31.337                                         |
| 2011 | 2011                                           |                                                | 31.037                                         | 31.037                                         |
| 2015 | 2015                                           |                                                | 32.303                                         | 32.303                                         |
| 2020 | 2020                                           |                                                | 32.660                                         | 32.660                                         |
| Datenquelle: Historisches Gemeindeverzeichnis für Hessen: Die Bevölkerung der Gemeinden 1834 bis 1967. Wiesbaden: Hessisches Statistisches Landesamt, 1968. Weitere Quellen: LAGIS; 1972:; Hessisches Statistisches Informationssystem; Zensus 2011 Ab 1972 einschließlich der im Zuge der Gebietsreform in Hessen eingegliederten Orte. |                                                |                                                |                                                |                                                |

### Erwerbstätigkeit
Die Gemeinde im Vergleich mit Landkreis, Regierungsbezirk Darmstadt und Hessen:
|                                                   | Jahr | Gemeinde | Landkreis | Regierungsbezirk | Hessen    |
| ------------------------------------------------- | ---- | -------- | --------- | ---------------- | --------- |
| Sozialversicherungspflichtig Beschäftigte         | 2017 | 8.296    | 72.939    | 1.695.567        | 2.524.156 |
| Veränderung zu                                    | 2000 | +7,4 %   | +17,1 %   | +16,1 %          | +16,0 %   |
| davon Vollzeit                                    | 2017 | 72,5 %   | 70,8 %    | 72,8 %           | 71,8 %    |
| davon Teilzeit                                    | 2017 | 27,5 %   | 29,2 %    | 27,2 %           | 28,2 %    |
| Ausschließlich geringfügig entlohnte Beschäftigte | 2017 | 1.699    | 15.613    | 224.267          | 372.991   |
| Veränderung zu                                    | 2000 | −19,6 %  | −4,3 %    | +9,0 %           | +8,8 %    |

| Branche                         | Jahr | Gemeinde | Landkreis | Regierungsbezirk | Hessen |
| ------------------------------- | ---- | -------- | --------- | ---------------- | ------ |
| Produzierendes Gewerbe          | 2000 | 52,5 %   | 39,6 %    | 27,0 %           | 30,6 % |
|                                 | 2017 | 43,5 %   | 32,1 %    | 20,4 %           | 24,3 % |
| Handel, Gastgewerbe und Verkehr | 2000 | 16,7 %   | 25,1 %    | 26,4 %           | 25,1 % |
|                                 | 2017 | 19,3 %   | 25,8 %    | 24,7 %           | 23,8 % |
| Unternehmensdienstleistungen    | 2000 | 12,5 %   | 11,6 %    | 25,1 %           | 20,2 % |
|                                 | 2017 | 15,8 %   | 15,5 %    | 31,6 %           | 26,1 % |
| Sonstige Dienstleistungen       | 2000 | 17,0 %   | 22,0 %    | 20,1 %           | 22,5 % |
|                                 | 2017 | 19,9 %   | 25,3 %    | 23,0 %           | 25,4 % |
| Sonstiges (bzw. ohne Zuordnung) | 2000 | 01,2 %   | 01,7 %    | 01,4 %           | 01,5 % |
|                                 | 2017 | 01,5 %   | 01,1 %    | 00,3 %           | 00,4 % |

## Religion

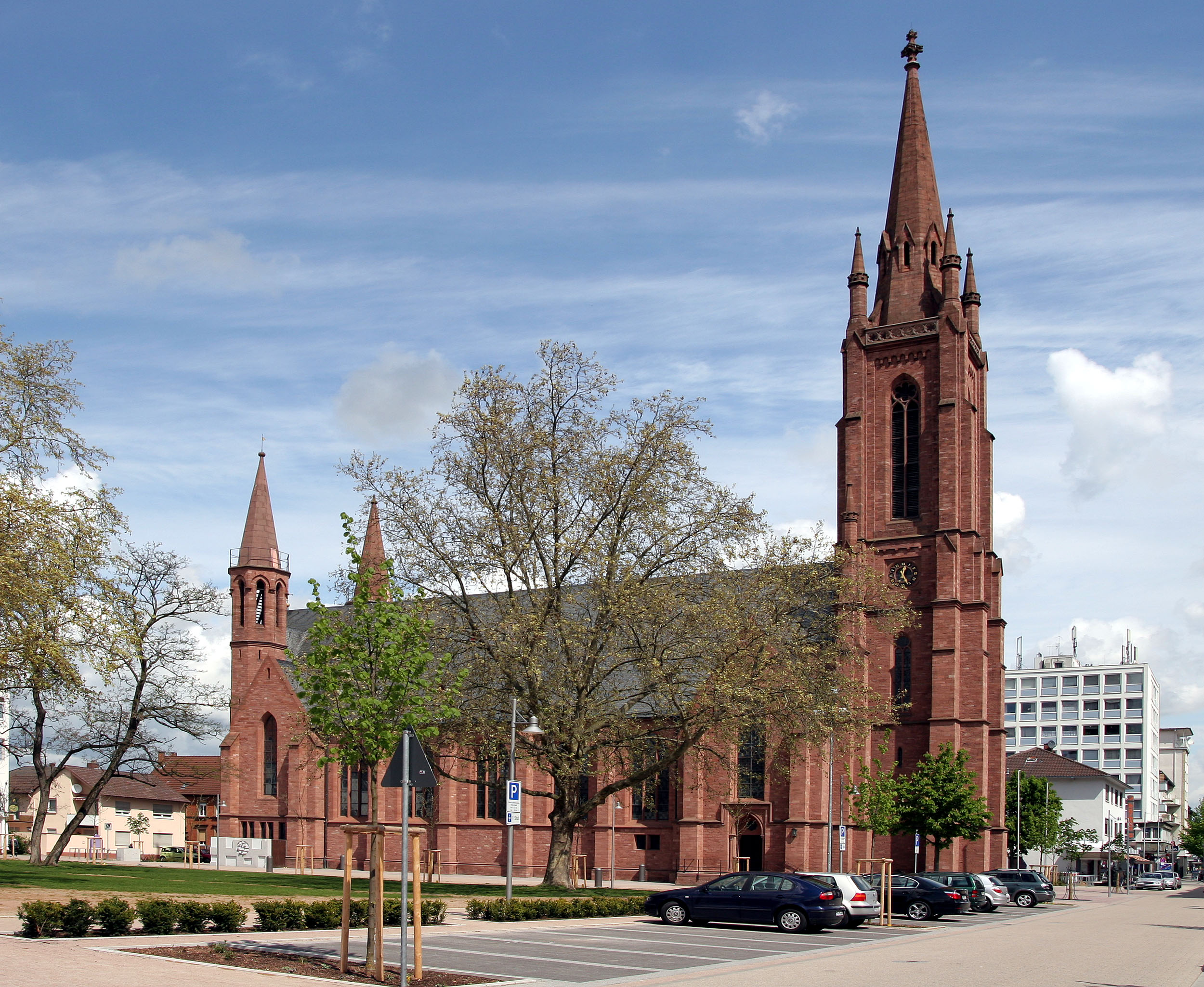
Die Kirche der Evangelischen Lukasgemeinde wird auch Dom des Rieds genannt.

In Lampertheim gibt es folgende Religionsgemeinschaften:
- Römisch-katholische Gemeinde Mariä Verkündigung
- Evangelische Martin-Luther-Gemeinde
- Katholische St.-Andreas-Gemeinde
- Evangelische Lukasgemeinde
- Evangelisch-methodistische Kirche
- Evangelisch-Freikirchliche Gemeinde (Baptisten)
- Evangelische Liebenzeller Gemeinde, Hofheim
- Neuapostolische Kirche

Historische Religionszugehörigkeit
| • 1829: | 2040 evangelische (= 64,54 %), 79 jüdische (= 2,50 %) und 1042 katholische (= 32,96 %) Einwohner                                                                                     |
| • 1961: | 10.863 evangelische (= 56,53 %), 7722 katholische (= 40,18 %) Einwohner |
| • 1987: | 14.869 evangelische (= 49,3 %), 11.726 katholische (= 38,9 %), 3572 sonstige (= 11,8 %) Einwohner                                                                                    |
| • 2011: | 12.430 evangelische (= 40,1 %), 9730 katholische (= 31,4 %), 280 freikirchliche (= 0,9 %), 380 orthodoxe (= 1,2 %), 1250 andersgläubig (= 4,0 %), 6870 sonstige (= 22,2 %) Einwohner |

## Politik

### Stadtverordnetenversammlung
Die Stadtverordnetenversammlung ist das oberste Organ der Stadt. Ihre politische Zusammensetzung wird alle fünf Jahre in der Kommunalwahl durch die Wahlbevölkerung der Stadt bestimmt. Wählen darf, wer das 18. Lebensjahr vollendet hat und Deutscher Staatsbürger im Sinne des Grundgesetzes oder Staatsangehöriger eines der übrigen Mitgliedstaaten der Europäischen Union ist. Für alle gilt, dass sie seit mindestens drei Monaten in der Stadt gemeldet sein müssen.
In der Kommunalwahl am 14. März 2021 wurden die  Mitglieder der Stadtverordnetenversammlung sowie die Ortsbeiräte der Stadt für die Legislaturperiode 2021 bis 2026 gewählt. Die Wahl lieferte folgendes Ergebnis, in Vergleich gesetzt zu früheren Kommunalwahlen:
| Wahlvorschläge | Wahlvorschläge | CDU    | SPD    | GRÜNE  | FDP    | FWG    | Sitzverteilung |
| -------------- | -------------- | ------ | ------ | ------ | ------ | ------ | --- |
| 2021           | Stimmanteil a  | 33,7 % | 35,0 % | 16,9 % | 14,4 % | —      | Sitzverteilung in der Stadtverordnetenversammlung 2021Insgesamt 45 Sitze - SPD: 16 - Grüne: 8 - FDP: 6 - CDU: 15          |
| 2021           | Sitze (von 45) | 15     | 16     | 8      | 6      | —      | Sitzverteilung in der Stadtverordnetenversammlung 2021Insgesamt 45 Sitze - SPD: 16 - Grüne: 8 - FDP: 6 - CDU: 15          |
| 2016           | Stimmanteil a  | 31,1 % | 40,9 % | 11,6 % | 16,4 % | —      | Sitzverteilung in der Stadtverordnetenversammlung 2016Insgesamt 44 Sitze - SPD: 19 - Grüne: 5 - FDP: 6 - CDU: 14          |
| 2016           | Sitze (von 45) | 14     | 19     | 5      | 6      | —      | Sitzverteilung in der Stadtverordnetenversammlung 2016Insgesamt 44 Sitze - SPD: 19 - Grüne: 5 - FDP: 6 - CDU: 14          |
| 2011           | Stimmanteil a  | 31,3 % | 44,1 % | 17,8 % | 6,9 %  | —      | Sitzverteilung in der Stadtverordnetenversammlung 2011Insgesamt 45 Sitze - SPD: 20 - Grüne: 8 - FDP: 3 - CDU: 14          |
| 2011           | Sitze (von 45) | 14     | 20     | 8      | 3      | —      | Sitzverteilung in der Stadtverordnetenversammlung 2011Insgesamt 45 Sitze - SPD: 20 - Grüne: 8 - FDP: 3 - CDU: 14          |
| 2006           | Stimmanteil a  | 37,6 % | 44,4 % | 8,0 %  | 10,0 % | —      | Sitzverteilung in der Stadtverordnetenversammlung 2006Insgesamt 45 Sitze - SPD: 20 - Grüne: 4 - FDP: 4 - CDU: 17          |
| 2006           | Sitze (von 45) | 17     | 20     | 4      | 4      | —      | Sitzverteilung in der Stadtverordnetenversammlung 2006Insgesamt 45 Sitze - SPD: 20 - Grüne: 4 - FDP: 4 - CDU: 17          |
| 2001           | Stimmanteil a  | 31,8 % | 46,4 % | 12,6 % | 6,4 %  | 7,0 %  | Sitzverteilung in der Stadtverordnetenversammlung 2001Insgesamt 45 Sitze - SPD: 21 - Grüne: 3 - FDP: 4 - FWG: 3 - CDU: 14 |
| 2001           | Sitze (von 45) | 14     | 21     | 3      | 4      | 3      | Sitzverteilung in der Stadtverordnetenversammlung 2001Insgesamt 45 Sitze - SPD: 21 - Grüne: 3 - FDP: 4 - FWG: 3 - CDU: 14 |
| 1997           | Stimmanteil a  | 26,1 % | 44,7 % | 11,9 % | 9,0 %  | 15,3 % | Sitzverteilung in der Stadtverordnetenversammlung 1997Insgesamt 49 Sitze - SPD: 21 - Grüne: 4 - FDP: 4 - FWG: 7 - CDU: 13 |
| 1997           | Sitze (von 45) | 13     | 21     | 4      | 4      | 7      | Sitzverteilung in der Stadtverordnetenversammlung 1997Insgesamt 49 Sitze - SPD: 21 - Grüne: 4 - FDP: 4 - FWG: 7 - CDU: 13 |

### Bürgermeister
Nach der hessischen Kommunalverfassung wird der Bürgermeister für eine sechsjährige Amtszeit gewählt, seit dem Jahr 1993 in einer Direktwahl, und ist Vorsitzender des Magistrats, dem in der Stadt Lampertheim neben dem Bürgermeister ein hauptamtlicher Erster Stadtrat und zwölf ehrenamtliche Stadträte angehören. Bürgermeister ist seit dem 1. Dezember 2013 der parteiunabhängige Gottfried Störmer. Der Amtsvorgänger Erich Maier wollte seine dritte Amtszeit aus Altersgründen im 66. Lebensjahr am 1. Dezember 2013 vorzeitig beenden und die Wahl eines neuen Bürgermeisters musste vorgezogen werden. Gottfried Störmer erhielt am 6. Oktober 2013 in einer Stichwahl bei 45,2 Prozent Wahlbeteiligung 59,3 Prozent der Stimmen. Es folgte eine Wiederwahl im Mai 2019.
In der Bürgermeisterwahl am 1. Juni 2025 konnten Alexander Scholl (CDU) 42,9 Prozent, Marius Schmidt (SPD) 29,2 Prozent und der parteilose Marco Steffan 27,9 Prozent erreichen. In der Stichwahl am 29. Juni 2025 setzte sich Alexander Scholl (CDU) mit 64,6 Prozent gegen seinen Mitbewerber Marius Schmidt (SPD) 35,4 Prozent durch.
Amtszeiten der Bürgermeister
- 2025–2030 Alexander Scholl (CDU)
- 2013–2025 Gottfried Störmer[49]
- 1997–2013 Erich Maier
- 1994–1997 Jürgen Dieter (SPD)
- 1982–1994 Gisbert Dieter
- 1966–1981 Hans Pfeiffer
- 1960–1966 Kurt Zeilfelder
- 1946–1960 Adam Günderoth (CDU)
- 1945–1946 Ernst Kretschmar
- 1945 Adam Keller
- 1945 Albert Schulte
- 1945 Adam Keller
- 1937–1945 Georg Ludwig Grünewald
- 1933–1937 Walter Köhler
- 1925–1933 Adam Keller

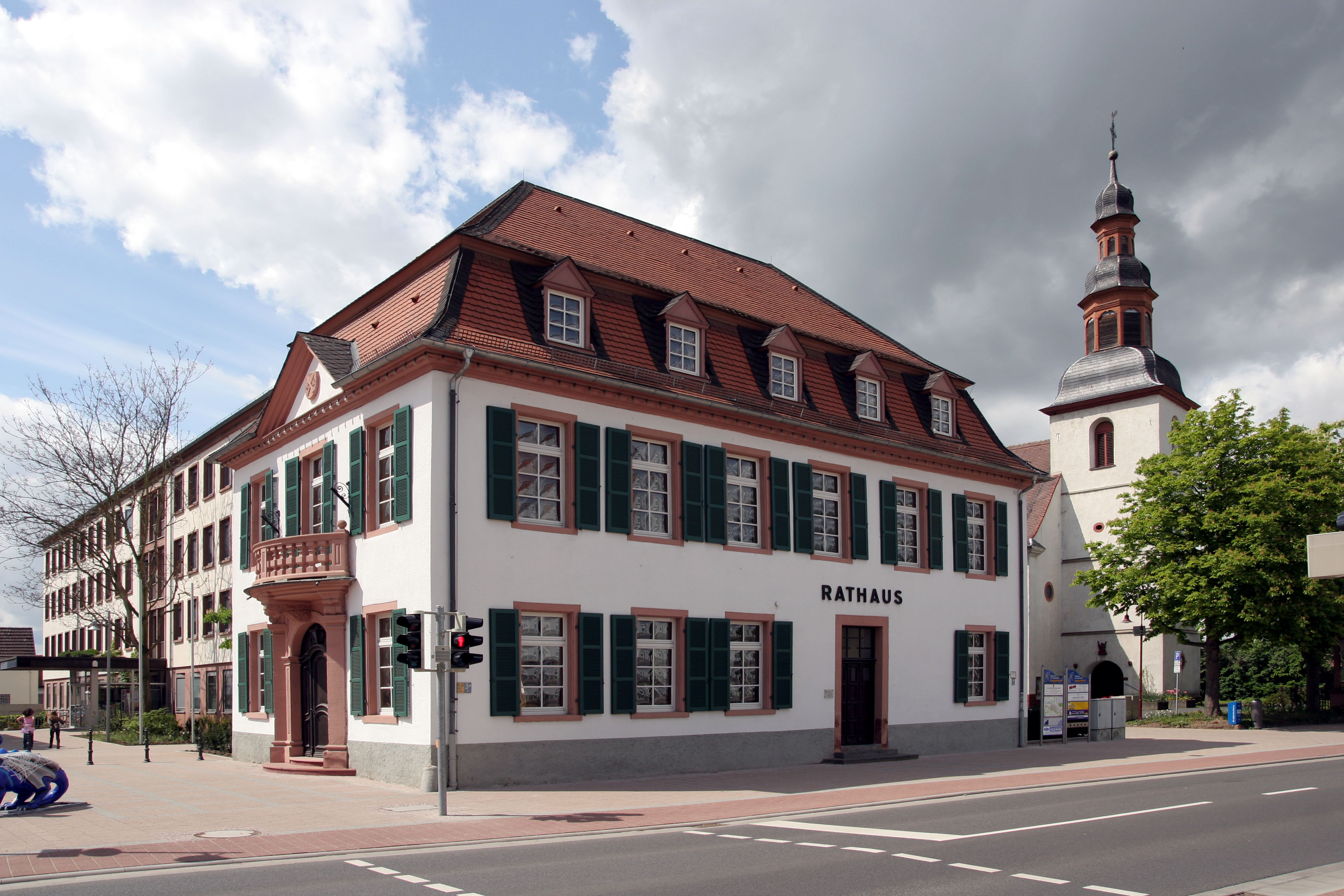
Altes Rathaus

- 1920–1925 Adam Knecht IX. (übernahm die Amtsgeschäfte als Beigeordneter kommissarisch)
- 1919–1920 Adam Württemberger 1.
- 1905–1919 Johann Martin Boxheimer
- 1874–1904 Adam Seelinger IX.[54]
- 1872–1874 Johann Strauß (übernahm die Amtsgeschäfte nach dem Tod von Hartmann Seelinger am 22. August 1872)
- 1870–1872 Hartmann Seelinger
- 1862–1870 Adam Billau
- 1853–1861 Martin Billau
- 1831–1853 Valentin Billau
- 1825–1830 Adam Thomas
- 1822–1824 Adam Schick
- 1821–1822 Jakob Haumüller

### Ortsbezirke
Folgende Ortsbezirke mit Ortsbeirat und Ortsvorsteher nach der Hessischen Gemeindeordnung gibt es im Gemeindegebiet:
- Ortsbezirk Hofheim (Gebiete der ehemaligen Gemeinde Hofheim mit ehemals gemeindefreien Gebiet Wehrzollhaus). Der Ortsbeirat besteht aus neun Mitgliedern.
- Ortsbezirk Hüttenfeld (Siedlungsplatz Hüttenfeld mit der ehemaligen Gemarkung Wildbahn und Teilen der ehemaligen Gemarkung Seehof). Der Ortsbeirat besteht aus neun Mitgliedern.
- Ortsbezirk Neuschloß  (Siedlungsplätze Neuschloß und „In den Ruthen“). Der Ortsbeirat besteht aus neun Mitgliedern.
- Ortsbezirk Rosengarten (Gebiete der ehemaligen Gemeinde Rosengarten). Der Ortsbeirat besteht aus neun Mitgliedern.

### Wappen

Bannerflagge der Stadt Lampertheim

| Wappen von Lampertheim | Blasonierung: „In Schwarz ein schwebendes silbernes Andreaskreuz zwischen zwei sechsstrahligen goldenen Sternen.“ |
| Wappen von Lampertheim | Wappenbegründung: Im Gerichtssiegel des 15. Jahrhunderts steht im Schild eine Pflugschar. Rauten und schräger Schlüssel als die Wappen der pfälzischen Wittelsbacher und des Hochstifts Worms sind im gespaltenen Schild verbunden im Gerichtssiegel, das um 1540 unter der Regierung des Pfalzgrafen Heinrich als Bischof von Worms entstand. Im mit 1706 datierten Siegel ist ein geteilter Schild: oben der Schlüssel, unten das Andreaskreuz als Attribut des Ortspatrons. Das Schrifttum des 19. Jahrhunderts war unsicher in der Farbgebung, während Hupp das Siegel von 1706 mit der Beifügung von zwei Sternen als Wappen ausgab. Das Andreaskreuz, das schon im ältesten Lampertheimer Siegel verwendet wurde, weist darauf hin, dass das Wormser Andreasstift von alters her Patronatsherr der Lampertheimer St. Andreaskirche war und Anspruch auf den Zehnten besaß. Das Wappen wurde am 5. März 1930 durch das Ministerium des Innern des Volksstaates Hessen verliehen. |

### Flagge
Die Flagge wurde der Gemeinde am 8. Februar 1951 durch das Ministerium des Innern genehmigt und wird wie folgt beschrieben:
„Die Flagge ist rot - weiß - rot (1:1:1) gestreift und im oberen Drittel belegt mit dem Gemeindewappen.“

### Städtepartnerschaften
Lampertheim unterhält Partnerschaften mit sechs Gemeinden:
- Adria in Italien,
- Dieulouard in Frankreich (Partnergemeinde von Hofheim),
- Ermont in Frankreich,
- Maldegem in Belgien,
- Schweidnitz in Polen und
- Wierden in den Niederlanden (2010 von Wierden gekündigt)[57]

## Kultur und Sehenswürdigkeiten

### Bauwerke
Die Pfarrkirche St. Michael in Hofheim ist wohl das bedeutendste Bauwerk im Stadtgebiet. Erbaut wurde sie von Baumeister Balthasar Neumann, der auch direkt nebenan am Wormser Dom arbeitete.
Wahrzeichen der Stadt ist die Kirche der evangelischen Lukasgemeinde, die sog. Domkirche Lampertheim.
Erwähnenswert in Hüttenfeld sind das im Jahr 1853 vom Baron Rothschild erbaute Schloss Rennhof und das 1906/07 erbaute alte Schulhaus. Im Schloss Rennhof befindet sich seit 1953 ein litauisches Gymnasium.
Ein Rest von der Friedrichsburg ist im Stadtteil Neuschloß zu sehen.

### Museen
Das Heimatmuseum Lampertheim wird vom Heimat-, Kultur- und Museumsverein betrieben. Beherbergt in einem Fachwerkhaus eines Bauerngehöfts von 1737, bietet es an Sonntagen die Gelegenheit, durch verschiedene Epochen der Lampertheimer Ortsgeschichte geführt zu werden.

### Parks
Die Ortsgruppe der Vogelliebhaber betreibt den Vogelpark Lampertheim, der seit 1955 ein überregionales Ausflugsziel ist.

### Musik
Unter dem Begriff Musiker Initiative Lampertheim haben sich verschiedene in Lampertheim und Umgebung ansässige Musiker zusammengeschlossen. Sie veranstalten in regelmäßiger Folge Konzerte verschiedenster Musikrichtungen.

### Regelmäßige Veranstaltungen
- Lampertheimer Spargellauf
- Lampertheimer Spargelwanderung
- Lampertheimer Spargelfest
- Hofheimer Volkslauf
- Lampertheimer Kerwe
- Hofheimer Kerb
- Lampertheimer Gewerbeschau
- Verkaufsoffener Sonntag mit Autoschau

### Sportvereine
Folgende Vereine prägen das Sportangebot:
- 1. Boxclub Punching Lampertheim
- TTC 1957 Lampertheim
- TV 1896 Hofheim
- Badmintonverein Lampertheim 88
- SG Neptun Lampertheim (Schwimmen)
- Wassersportverein Lampertheim 1929 (u. a. Kanu)
- Kanu-Club Lampertheim 1952 e. V.[59]
- A.S. Azzurri ITALIA Lampertheim (Fußball)
- Olympia Lampertheim (Fußball)
- VfB Lampertheim (Fußball)
- FC Waldesruh Lampertheim (Fußball)
- FC Waldhorn Lampertheim (Frauen und Männer Fußball)
- FV Hofheim (Fußball)
- VLK Lampertheim (Kegeln, Schach)
- TV Lampertheim 1883 e. V. (Turnen, Handball, Fußball etc.)[60]
- Reit- und Fahrverein Lampertheim 1932 e. V.
- DLRG OV Lampertheim[61]
- Tc Rot Weiß Lampertheim (Tennis)
- Tae-Kwon-Do „Black Tigers“ Lampertheim e. V.
- Radsportverein Solidarität Lampertheim (Kunst- und Einradfahren)
- SV Alemania Lampertheim (Fußball)
- TGV-Rosengarten (Jazz und Modern Dance)
- THC Lampertheim
- ASV Lampertheim (Ringen)
- Schützenverein 1923 Hubertus
- Tauch-Club Lampertheim (Sporttauchen)[62]
- Pro Fighting Lampertheim (Thai-Kickboxen/K1)
- TTC 1957 Lampertheim (Tischtennis)

### Weitere Vereine
- NABU Lampertheim e. V.[63]
- DPSG Lampertheim[64]
- Ortsgruppe der Vogelliebhaber- und Züchter

## Wirtschaft und Infrastruktur

### Flächennutzung
Das Gemeindegebiet umfasst eine Gesamtfläche von 7228 Hektar, davon entfallen in ha auf:
| Nutzungsart             | Nutzungsart             | 2011 | 2015 |
| ----------------------- | ----------------------- | ---- | ---- |
| Gebäude- und Freifläche | Gebäude- und Freifläche | 757  | 761  |
| davon                   | Wohnen                  | 436  | 436  |
|                         | Gewerbe                 | 109  | 110  |
| Betriebsfläche          | Betriebsfläche          | 76   | 77   |
| davon                   | Abbauland               | 11   | 11   |
| Erholungsfläche         | Erholungsfläche         | 79   | 85   |
| davon                   | Grünanlage              | 47   | 49   |
| Verkehrsfläche          | Verkehrsfläche          | 467  | 471  |
| Landwirtschaftsfläche   | Landwirtschaftsfläche   | 3411 | 3415 |
| davon                   | Moor                    | 0    | 0    |
|                         | Heide                   | 0    | 0    |
| Waldfläche              | Waldfläche              | 1855 | 1854 |
| Wasserfläche            | Wasserfläche            | 468  | 465  |
| Sonstige Nutzung        | Sonstige Nutzung        | 114  | 101  |

### Unternehmen und Ämter
In Lampertheim existieren Zweigstellen einiger Großunternehmen (Roche, BASF und IXYS). Den Großteil der Arbeitgeber machen jedoch Kleinbetriebe in Handwerk und Dienstleistung aus.
Das Amtsgericht Lampertheim hat seinen Sitz in der Stadt.

### Medien
- Lampertheimer Zeitung, mittlerweile Teil des Starkenburger Echo
- Südhessen Morgen Ausgabe Lampertheim/Bürstadt/Biblis
- TIP Südhessen (Gratiszeitung, erscheint wöchentlich)
- Lampertheim24 (Online-Medium, vertreten auf Facebook, Instagram, Threads und TikTok)

### Einrichtungen der ehemaligen Besatzungsmächte
Die amerikanischen Truppen betreiben bis Ende 2014 im benachbarten Mannheim-Sandhofen den Luftwaffenstützpunkt Coleman Barracks. Amerikanisches Militär nutzte bis Ende 2012 einige Truppenübungs- und Schießplätze im Lampertheimer Wald, die Lampertheim Training Area und betrieb weitere militärische Einrichtungen die nun brach liegen und wieder der Erholung und der Forstwirtschaft zugeführt werden sollen. Zwischen Neuschloß und Hüttenfeld an der L 3110 betreibt der US-amerikanische Auslandsdienst International Broadcasting Bureau die Sendeanlage Lampertheim Station.

### Verkehr
Der Bahnhof Lampertheim liegt an der Riedbahn. Im Stundentakt verkehren Regionalzüge der Linie RE 70 in Richtung Mannheim und Frankfurt am Main sowie S 9 der S-Bahn Rhein-Neckar in Richtung Karlsruhe.
Der Bahnhof Hofheim (Ried) liegt an der Bahnstrecke Darmstadt–Worms und an der Nibelungenbahn und wird durch die Linien RB 62 und RB 63 bedient.
Außerdem gibt es Buslinien, die das Stadtgebiet und das Umland bedienen und bis in die Städte Worms und Viernheim fahren. Im Spätverkehr gibt es ein Anrufsammeltaxi.

### Bildung
Von den insgesamt fünf Grundschulen liegen drei in Lampertheim und je eine in Hofheim und Hüttenfeld. Es existiert ein breites Spektrum an weiterführenden Schulen. Das Lessing-Gymnasium hat am 4. April 2008 die offizielle Urkunde für Hochbegabtenförderung erhalten. Zudem ist es eine der ersten Selbstständigen Schulen in Hessen und führt den Titel einer Europaschule. Weiter gibt es die Alfred-Delp-Schule, eine gemeinschaftliche Haupt- und Realschule, eine Sonderschule für besonders förderungsbedürftige Schüler, die Biedensandschule, sowie eine Berufsschule mit unterschiedlichen Fachbereichen. Hofheim verfügt zudem über eine eigene Hauptschule.

## Persönlichkeiten

### Söhne und Töchter der Stadt
- Julius Usinger (1828–1902), hessischer Beamter und Abgeordneter der 2. Kammer der Landstände des Großherzogtums Hessen
- Adam Seelinger (1848–1919), Kaufmann und Politiker, Abgeordneter der 2. Kammer der Landstände des Großherzogtums Hessen
- Martin Jakob Kärcher (1875–1951), Landtagsabgeordneter (DVP)
- Walter Voß (1885–1972), im Ortsteil Neuschloß geborener Verwaltungsjurist und Kommunalpolitiker
- Karl Keilmann (1900–1975), Landtagsabgeordneter und Stadtverordneter in Lampertheim (FDP)
- Hans Kettler (1900–1977), Schauspieler
- Wilhelm Herz (1912–1998), Motorradrennfahrer und Weltrekordhalter
- Klaus Niebler (1927–2021), Bibliothekar
- Klaus Schlappner (* 1940), Fußballtrainer
- Erich Maier (* 1947), Politiker, Bürgermeister Lampertheims und seit 12. November 2016 Ehrenbürger der polnischen Gemeinde Swidnica/Schweidnitz
- Reinhard Gaier (* 1954), Richter des Bundesverfassungsgerichts und Juraprofessor
- Manfred H. Krämer (* 1956), Journalist und Buchautor
- Norbert Schwefel (1960–2015), Musiker und Produzent
- Oscar Ortega Sánchez (* 1962), Schauspieler
- Wilfried Karl (* 1965), Diplom-Ingenieur
- Andreas Größler (* 1967), Wirtschaftswissenschaftler
- Elke Voelker (* 1968), Organistin, Musikwissenschaftlerin
- Claudia Schlappner (* 1970), Regisseurin
- Denis Gremelmayr (* 1981), ATP-Tennisprofi
- Carolin Leonhardt (* 1984), Kanutin
- Nicole Reinhardt (* 1986), Kanutin (Olympiasiegerin)
- Constantin Braun (* 1988), Eishockeyspieler
- Laurin Braun (* 1991), Eishockeyspieler
- Marius Müller (* 1993), Fußballspieler

### Persönlichkeiten, die in Lampertheim gewirkt haben
- Balthasar Nick (1678–1749), Barockbaumeister
- Kyra Inachin (1968–2012), Historikerin

### Ehrenbürger
Ehrenbürger der Stadt Lampertheim sind:
- 1836: Anton Camesasca (1792–1840), Landtagsabgeordneter
- 1843: Franz Adolf Steppes (1790–1844), Großherzoglich-Hessischer Kreisrat
- 1882: Julius Usinger (1828–1902), Großherzoglich-Hessischer Kreisrat
- 1951: Carl Lepper (1886–1962), Rektor
- 1951: Jakob Günderoth (1858–1952), Schuhmachermeister
- 1956: Wilhelm Herz (1912–1998), Rennfahrer
- 1960: Ferdinand Keilmann (1880–1968), Professor, Komponist
- 1979: Wilhelm Ohl (1909–1976), evangelischer Pfarrer (posthume Ernennung)
- 1979: Wilhelm Friedrich (1912–2010), katholischer Pfarrer, Geistlicher Rat
- 1982: Hans Pfeiffer (1923–1981), Bürgermeister (posthume Ernennung)
- 1995: Alfred Delp (1907–1945), Jesuitenpater, Mitglied in der Widerstandsgruppe Kreisauer Kreis (posthume Ernennung)
- 2007: Heinrich Karb (1922–2018), Stadtarchivar, Heimatforscher, Mundartdichter, Gründer und langjähriger Vorsitzender des Heimat-, Kultur- und Museumsvereins
- 2008: Nicole Reinhardt (* 1986), mehrfache Weltmeisterin, Olympiasiegerin im Kajak
- 2022: Max Lemke (* 1996), mehrfacher Welt- und Europameister, dreifacher Olympiasieger im Kajak (K2 und K4)